# Södermanland
Södermanland (câteodată cunoscută ca Sudermania) este o provincie a Suediei.

## Județe
- Södermanland
- Stockholm

## Orașe
- Stockholm